# Rijn-Schelde-Verolme Machinefabrieken en Scheepswerven
Der niederländische Schiffbaukonzern Rijn-Schelde-Verolme Machinefabrieken en Scheepswerven NV (RSV), kurz Rijn-Schelde-Verolme, bestand von 1971 bis 1983. Die Werftengruppe mit Sitz in Rotterdam war das größte niederländische Schiffbauunternehmen. Verluste in Milliardenhöhe (Gulden) führten  schließlich zum Zusammenbruch, der einen aufsehenerregenden Untersuchungsausschuss nach sich zog.

## Geschichte

### Gründung
Im Laufe der 1960er Jahre geriet die europäische Schiffbauindustrie durch die Konkurrenz der kostengünstiger arbeitenden japanischen Werften zusehends unter Druck. Nachdem schon am 4. März 1966 die Rotterdamsche Droogdok Maatschappij mit der Werft Koninklijke Maatschappij „De Schelde“ und der Motorenfabriek Thomassen zur Rijn-Schelde Machinefabrieken en Scheepswerven (kurz Rijn-Schelde Combinatie oder RSMS) fusioniert waren, schloss sich Wilton-Fijenoord am 3. Juli 1968 auf Druck der Regierung dem Verbund an. Ebenfalls auf Regierungsdruck trat die in finanzielle Schieflage geratene Verolme Verenigde Scheepswerven (VVSW) zum 1. Januar 1971 der Gruppe bei, die daraufhin als Rijn-Schelde-Verolme Machinefabrieken en Scheepswerven NV firmierte.

### Andauernde Krisen
In den Jahren 1971 bis 1976 konnte der RSV-Konzern noch Gewinne erwirtschaften. Weltweite Überkapazitäten und die nachlassenden Schiffbauaufträge, insbesondere für große Rohöltanker als Folge der Ölkrise von 1973 führten ab Mitte der 1970er Jahre zu einer ernsthaften werdenden finanziellen Schieflage, die ab 1977 zu ersten Betriebsschließungen führte. Die niederländische Regierung stützte das Unternehmen aus Furcht vor Massenentlassungen mit immer neuen Beihilfen. 1979 wurde der Großschiffbau abgespalten und die RSV unternahm eine Reihe von Großprojekten, die allesamt scheiterten. Erwähnenswert sind in diesem Zusammenhang insbesondere ein Geschäft über den Bau und Betrieb von Maschinen zum Kohleabbau mit dem US-Amerikaner J.D. Stacy. Dessen Thin Steam Miner-Projekt brachte zwar niemals eine erfolgreich funktionierende Maschine hervor, kostete die RSV aber rund 400 Millionen Gulden, die zum großen Teil bei Stacys Firma mit dem Namen MMWOPS (ein Deckname für Making Money While Other People Sleep) landete. Auch ein Kraftwerksprojekt in Algerien musste mit Verlusten im Bereich von mehreren Hundert Millionen Gulden abgebrochen werden.

### Ende und Nachspiel

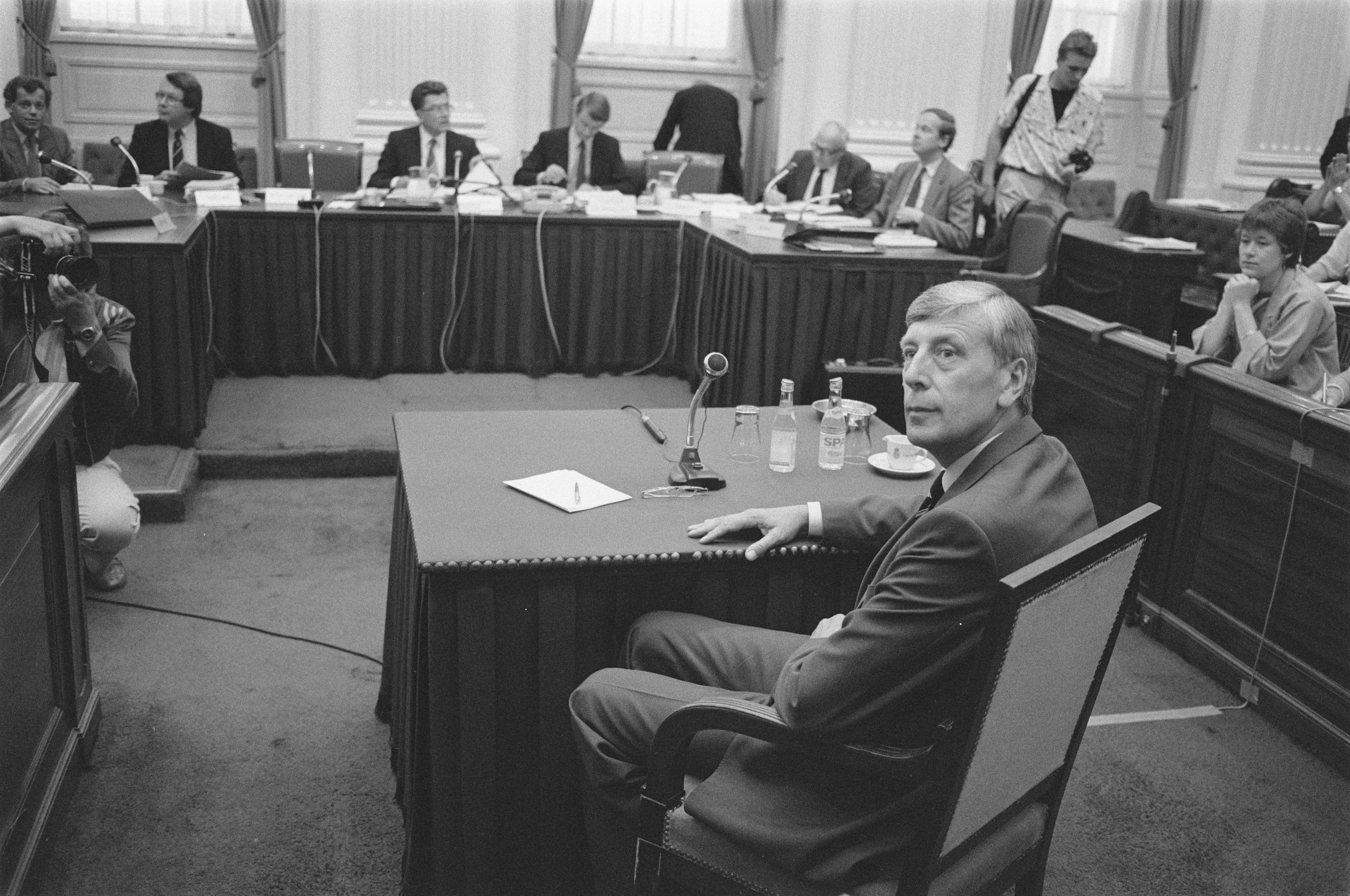
Anhörung der RSV-Enquête-Kommission

Nachdem ein Rotterdamer Gericht am 19. Februar 1983 noch einen Zahlungsaufschub gewährte, ging die RSV am 6. April 1983 in Insolvenz. Am 24. März 1983 beantragte die Zweite Kammer der Generalstaaten die Einsetzung einer Parlamentarischen Enquête-Kommission. Diese arbeitete die Vorgänge bei der RSV in der Zeit vom März 1983 bis zum Oktober 1984 unter dem Vorsitz von Kees van Dijk auf. Die RSV hatte in der Zeit ihres Bestehens insgesamt 2,7 Milliarden Gulden an staatlichen Beihilfen erhalten, von denen 2,25 Milliarden Gulden verloren waren.
Nach der Entflechtung des bankrotten Konzern wurden einige lebensfähige Werftbetriebe weitergeführt und andere verkauft oder geschlossen.